# محافظة اسكونه
محافظة اسكونه (بالسويدية: Skåne County) هي محافظات السويد تقع في السويد في السويد.[بحاجة لمصدر] يقدر عدد سكانها بـ 1,251,213 نسمة ومساحتها 11,034.5 كم2 .

## أعلام
- أدولف بي. بنسون